# Ochoza
Ochoza je kopec v Hornosvratecké vrchovině, s nadmořskou výškou 566 metrů, nacházející se jeden kilometr severovýchodně od obce Ujčov v okrese Žďár nad Sázavou.

## Ochrana přírody
Oblast vrcholu a část východního svahu v nadmořské výšce 480–566 metrů je chráněna jako přírodní rezervace Ochoza. Důvodem ochrany je skalnatý hřeben se zbytkem smíšeného listnatého porostu s bohatou květenou. Oblast spravuje Krajský úřad Kraje Vysočina.